# Takuya Sugai
Takuya Sugai (japanisch 菅井 拓也 Sugai Takuya; * 2. August 1991 in Sendai) ist ein japanischer Fußballspieler.

## Karriere
Sugai erlernte das Fußballspielen in der Jugendmannschaft von Vegalta Sendai, der Schulmannschaft der Seiwa Gakuen High School sowie in der Universitätsmannschaft der Sendai-Universität. Seinen ersten Vertrag unterschrieb er 2014 bei Vanraure Hachinohe. Für den Verein aus Hachinohe, einer Stadt in der Präfektur Aomori, spielte in der Japan Football League. Für Hachinohe absolvierte er 84 Ligaspiele. 2017 wechselte er nach Numazu zum Drittligisten Azul Claro Numazu.

## Sonstiges
Takuya Sugai ist der Zwillingsbruder von Shinya Sugai.